# Hieracium hastiforme
Hieracium hastiforme es una especie de planta con flor del género Hieracium, de la familia Asteraceae, orden Asterales.

## Distribución
Hieracium hastiforme se distribuye por Escocia.

## Taxonomía
Fue descrita científicamente por Sell & C. West.
Tratamiento taxonómico
La especie aparece registrada y publicada en Watsonia.